# Haliotis melculus
Haliotis melculus is een slakkensoort uit de familie van de Haliotidae. De wetenschappelijke naam van de soort is voor het eerst geldig gepubliceerd in 1927 door Tom Iredale.